# Dolichousnea longissima
Espèce
Dolichousnea longissima (syn. Usnea longissima Ach., 1810) est une espèce de lichen filamenteux de la famille des Parmeliaceae.

## Répartition et habitat
Autrefois plus répandue qu'aujourd'hui c'est une espèce menacée. L'aire de distribution de ce lichen se fait d'une façon inégale dans des forêts circumboréales de l'Europe, d'Asie et d'Amérique du Nord et principalement dans le nord-ouest de la côte Pacifique de l'Amérique du Nord. Les baisses sont attribuables aux coupes forestières et à la pollution atmosphérique.